# Louis Billouart de Kerlerec
Louis Billouart (aliàs Billoart), chevalier, seigneur de Kerlerec (1704-1770) est un militaire et administrateur colonial français du XVIIIe siècle. Entré dans la Marine royale il combat sur mer pendant la guerre de Succession d'Autriche. Nommé gouverneur de la Louisiane française en 1753, en remplacement du marquis de Vaudreuil. Il occupe ce poste jusqu'en 1763, date à laquelle la Louisiane est cédée à l'Espagne.

## Biographie

### Origines et famille
Louis Billouart, seigneur de Kerlerec, est né le 26 juin 1704 à Quimper, de Guillaume Billouard de Kerelec, sieur de Kervasegan, et de Louise de Lansulyen. Il épouse le 1er mars 1738, en la chapelle du Bot en Quimerch, Marie Josèphe du Bot de Loc'hant, dont il aura entre autres plusieurs fils dont, René, marié avec Marie Charlotte de Boulainvilliers de Croÿ et mort sans enfants en 1832.

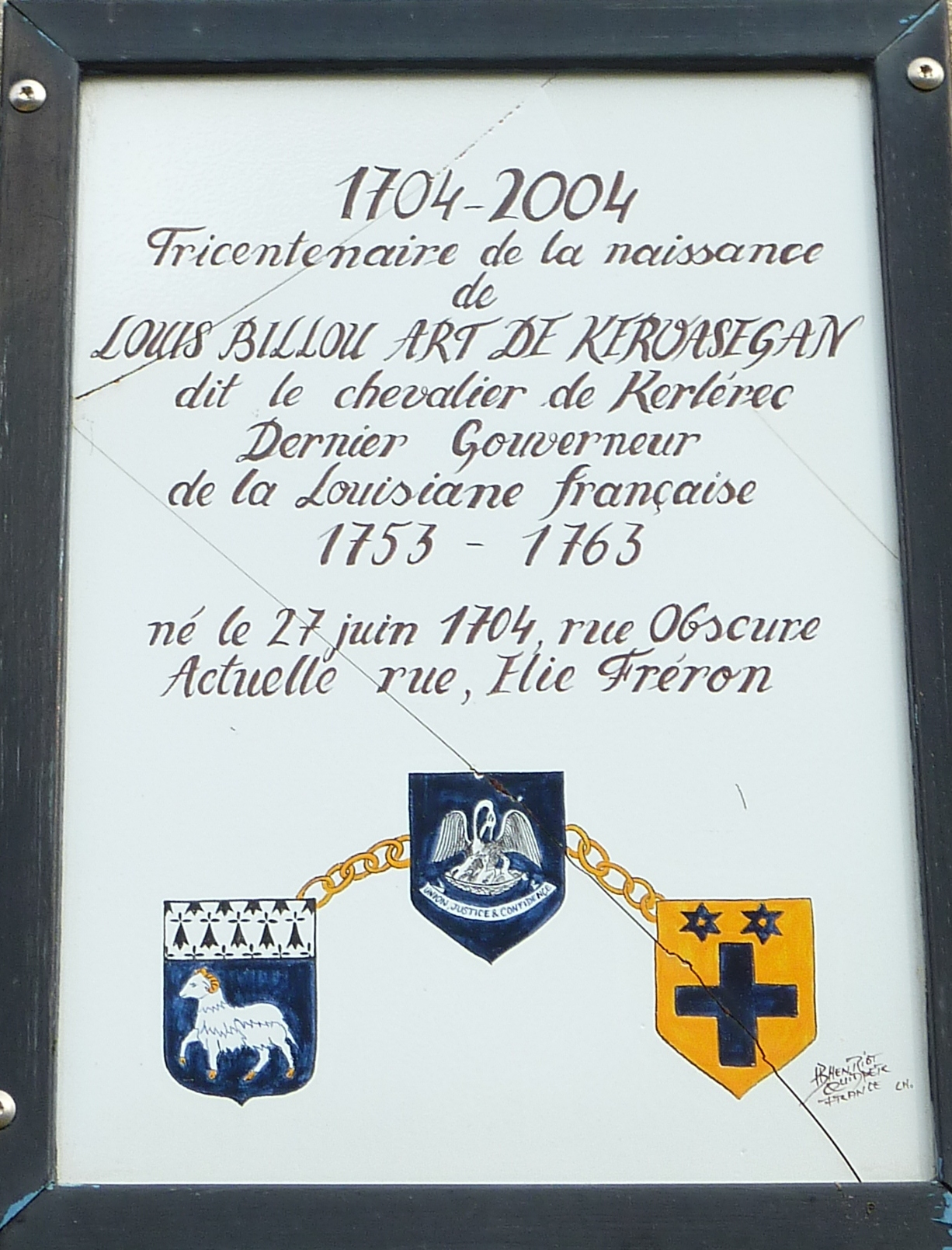
Plaque commémorative en l'honneur de Louis Billouart de Kerlérec dans sa ville natale de Quimper

### Sa carrière dans la marine
Sous les ordres d'Antoine François Gondrin de Pardaillan, marquis d'Antin, qui commande une escadre de 26 vaisseaux venue de Brest aux Antilles au commencement de la guerre de Succession d’Autriche, il est enseigne de vaisseau sur l'Ardent et est blessé au combat en 1740, puis en 1746, devenu premier lieutenant de vaisseau sur le Neptune, il participe aux combats de l'expédition du duc d'Anville pour reprendre Louisbourg (Nouvelle-France et Port-Royal) (Acadie), des 15 et 17 août ainsi que 29 octobre 1746 qui lui valent la croix de chevalier de l'Ordre de Saint-Louis. Il participe aussi, sous les ordres du marquis de l'Estenduère, aux combats du 21 octobre 1747 où il prend le commandement après la mort du capitaine et de son second, ne rendant le navire qu'après six heures de bataille acharnée et avec 300 hommes hors de combat ; il fut lui-même grièvement blessé à une jambe. Promu capitaine de vaisseau à la suite de ce fait d'armes, il devint brigadier des armées du roi et est promu gouverneur de la Louisiane française.

### Son rôle de gouverneur de la Louisiane
Kerlerec était un officier de la Marine royale originaire de Quimper qui avait 25 ans de service. Il a rencontré beaucoup de difficultés pour remplir sa mission en raison du manque de soutien de la France qui était engluée dans la guerre franco anglaise en Amérique du Nord. Kerlerec a cependant fait le nécessaire pour défendre la colonie des attaques de l'Angleterre, en érigeant notamment une palissade pour protéger La Nouvelle-Orléans, en reconstruisant un fort et en barrant l'entrée du Mississippi. Les demandes de renforts de Kerlerec restèrent sans réponse et il dut resserrer la discipline sur les troupes dont il disposait dans la colonie. Les Amérindiens autochtones l'ont également menacé de changer d'alliance pour les Anglais s'il ne leur fournissait pas plus de marchandises.
En 1754, il fait décorer de la croix de chevalier de l'Ordre royal et militaire de Saint-Louis le capitaine Jean-Grégoire Volant, commandant du régiment de Karrer composé des gardes suisses en poste en Louisiane française.
Après quelques années d'isolement, la colonie fut informée que la Louisiane avait été cédée à l'Espagne à l'issue de la guerre de Sept Ans.
Kerlerec est accusé de détournement d'argent et d'avoir eu un comportement dictatorial. Il fait rappeler à Paris l'ordonnateur de la Louisiane française, Vincent-Gaspard de Rochemore, l'officier de la marine Antoine Philippe de Marigny de Mandeville et le trésorier royal Jean-Baptiste d'Estrehan Honoré de Beaupré. Mais ces derniers dénoncent ses méthodes dirigistes et la corruption. Finalement, il est rappelé à Paris et jeté en prison en 1763, il sera ensuite libéré en 1769 et enfin gracié une année plus tard, juste avant sa mort le 9 septembre 1770 à Paris.

## Hommages et postérité
Une rue de La Nouvelle-Orléans porte son nom : Kerlerec Street.
En Bretagne, dans le Finistère, Quimper et Pont-De-Buis-Lès-Quimerc'h, dont la famille Kerlerec est issue, l'ont également honoré en baptisant une rue à son nom.